# كرة غة بالا (مقاطعة دلفان)
كرة غة بالا (بالفارسية: کره گه بالا) هي قرية تقع في قسم كاكاوند الغربي الريفي (مقاطعة دلفان) في إيران.